# برج شیشه اراک
برج شیشه از بناهای قدیمی و معروف شهر اراک بود که در زمان سلطنت فتحعلی شاه قاجار و همزمان با ساخت شهر سلطان آباد (اراک قدیم) ساخته شده بود. این بنا به صورت دوازده ترکی متشکل از سه طبقه جدا از هم تشکیل شده بود. دو طبقه بالای برج دارای تزئینات کاشی کاری و آجری بوده‌است. کف برج به صورت بیضی شکل ساده شده که قطر بزرگ آن ۱۲ متر و قطر کوچک آن ۸ متر بوده‌است. این برج به دلیل وجود تزئینات کاشی معقلی با طرح‌های لوزی شکل که در طوق آن وجود داشته‌است، در هنگام تابش آفتاب از دور درخشندگی خاصی داشت، بنابراین به برج شیشه معروف شد. این اثر با نام برج شیشه و عمارت ارگ قدیم در تاریخ ۱۰ خرداد ۱۳۵۴ با شمارهٔ ثبت ۱۰۷۶ به‌عنوان یکی از آثار ملی ایران به ثبت رسیده‌است.
خانه سپهدار نیز همزمان با برج و در نزدیکی آن احداث شد که باغ و فضای سبزی بزرگ و قابل توجه داشته‌است و دارای سرداب زیبایی بوده‌است که سقف آن با کاشی‌های گل و بوته، به صورت شمسه تزئین شده بوده و دارای طاقی دو پوسته بوده‌است.

## تخریب بنا
این بنا در سال ۱۳۳۴ خورشیدی با شماره ۱۰۷۶در فهرست آثار ملی ایران به ثبت رسید، ولی در سال ۱۳۶۱ و بر خلاف قانون به همراه قسمتی از خانه سپهدار و عمارت نظمیه قدیم شهر اراک تخریب شد.

## نمای یادبود
هم‌اکنون برای یادبود، نمادی از برج در ابعاد کوچک‌تر در جنب میدان سرداران شهر اراک ساخته شده‌است.
در تاریخ۳۱/۱/۹۰ در جلسه مشترک شورای شهر اراک، اداه کل میراث فرهنگی استان مرکزی و شهرداری اراک مقرر شد بر اساس شواهد و عکس‌ها این برج در محل قدیمی خود بازسازی شود.

## هفته نامه برج شیشه
در سال ۹۳ یکی از نشریات استان مرکزی بنام هفته نامه برج شیشه با مدیر مسئولی آرش عبدی شروع به انتشار کرد، مدیر مسئول این نشریه اعلام کرد دلیل نام گذاری این نشریه زنده نگه داشتن فرهنگ و تاریخ اراک است